# 韋斯頓鎮區 (密蘇里州普拉特縣)
韋斯頓鎮區（英語：Weston Township）是位於美國密蘇里州普拉特縣的一個行政鎮區。

## 地方資料
韋斯頓鎮區的面積為97.53平方千米，當中陸地面積為95.67平方千米，而水域面積為1.86平方千米。根據2020年美國人口普查的數據，當地共有人口2444人，而人口密度為每平方千米25.06人。